# Lemon Jelly
I Lemon Jelly sono un duo musicale britannico di musica elettronica attivo dal 1998.

## Storia del gruppo
Il duo è originario di Londra ed è composto da Nick Franglen e Fred Deakin. Tra il 1998 ed il 2000 hanno pubblicato tre EP per la loro etichetta Imponent Fury. In seguito hanno firmato un contratto per la XL Recordings. L'esordio ufficiale è quindi avvenuto nel 2000 con Lemonjelly.ky.
Con il secondo album Lost Horizons (2002) hanno raggiunto il successo e hanno conquistato una nomination al Mercury Music Prize 2003 e ai BRIT Awards 2004 nella categoria "Best Dance Act". 
Nel 2005 hanno pubblicato '64-'95, terzo album in studio.
Nel 2008 la band ha annunciato un temporaneo periodo di pausa.

## Formazione
- Fred Deakin
- Nick Franglen

## Discografia

### Album in studio
- 2000 - Lemonjelly.ky
- 2002 - Lost Horizons
- 2005 - '64-'95

### EP
- 1998 - The Bath
- 1999 - The Yellow
- 2000 - The Midnight